# BBC Sessions (Led Zeppelin)
BBC Sessions är ett samlingsalbum med studiospelningar och en livespelning för BBC av Led Zeppelin som släpptes 1997. Skiva 1 innehåller fyra olika studiospelningar från 1969. Skiva 2 är en livespelning från 1971 i Paris Theatre i London.

## Låtlista

### Skiva 1
1. "You Shook Me" (Dixon/Lenoir) – 5:14
2. "I Can't Quit You Baby" (Dixon) – 4:22
3. "Communication Breakdown" (Bonham/Jones/Page) - 3:12
4. "Dazed and Confused" (Page) – 6:39
5. "The Girl I Love She Got Long Black Wavy Hair" (Page/Plant/Jones/Bonham/Estes) – 3:00
6. "What Is and What Should Never Be" (Page/Plant) – 4:20
7. "Communication Breakdown" (Bonham/Jones/Page) – 2:40
8. "Travelling Riverside Blues" (Johnson/Page/Plant) – 5:12
9. "Whole Lotta Love" (Bonham/Jones/Page/Plant) – 6:09
10. "Somethin' Else" (Cochran/Sheeley) – 2:06
11. "Communication Breakdown" (Bonham/Jones/Page) – 3:05
12. "I Can't Quit You Baby" (Dixon) – 6:21
13. "You Shook Me" (Dixon/Lenoir) – 10:19
14. "How Many More Times" (Bonham/Jones/Page) – 11:51

### Skiva 2
1. "Immigrant Song" (Page/Plant) – 3:20
2. "Heartbreaker" (Bonham/Jones/Page/Plant) – 5:16
3. "Since I've Been Loving You" (Jones/Page/Plant) – 6:56
4. "Black Dog"(Jones/Page/Plant) – 5:17
5. "Dazed and Confused" (Page) – 18:36
6. "Stairway to Heaven" (Page/Plant) – 8:49
7. "Going to California" (Page/Plant) – 3:54
8. "That's the Way" (Page/Plant) – 5:43
9. "Whole Lotta Love {ink. Boogie Chillun' (John Lee Hooker), Fixin' to Die (Bukkah White), That's Alright Mama (Arthur Crudup), A Mess of Blues (Doc Pomus, Mort Shuman}" (Bonham/Jones/Page/Plant) – 13:45
10. "Thank You" (Page/Plant) – 6:37